# Stachyopsis maleolens
Stachyopsis maleolens là một loài thực vật có hoa trong họ Hoa môi. Loài này được (Rech.f.) Hedge miêu tả khoa học đầu tiên năm 1968.